# サンダーバード5号
| サンダーバード5号 |            |
| 全長              | 121.92m    |
| 全高              | 82.91m     |
| 重量              | 976t       |
| 動力源            | 原子力電池 |

サンダーバード5号は、SF人形劇『サンダーバード』に登場する架空の原子力有人宇宙ステーションである。トレーシー一家の次男ジョン・トレーシーが3ヶ月、末っ子のアラン・トレーシーが1か月の割り当てで交代して滞在。
NHK版第4話「ピラミッドの怪」、第6話「原子炉の危機」、第16話「オーシャンパイオニア号の危機」でジョンとアランの交代シーン、第7話「原子力機・ファイアーフラッシュ号の危機」ではアランの5号勤務、第26話「海上ステーションの危機」ではジョンの5号で就寝&パジャマシーンが見られる。

## 機体解説
国際救助隊の目及び耳として建造された情報収集用人工衛星。救助隊の任務遂行には欠かせないマシンである。人工重力発生装置を完備し、同施設内では地上と同程度の重力下で生活、活動が可能。形状は3号が発射する際に通り抜けるサイロがベースとなっている。
地上のあらゆる通信を傍受し、国際救助信号は元より、あらゆる言語でのSOSや救難通信を振り分ける事ができるオートチョイスマシンを装備し、地上での救助要請をキャッチする。
同衛星の軌道（通常地上445kmの静止衛星軌道）は極秘とされており、地上及び他の人工衛星から発見されないよう、レーダー波変更装置等のステルス性機能を装備。また、周回軌道は一定しておらず、救助隊以外のロケットの発進や人工衛星の軌道を妨げないよう、自動周回軌道変更装置を装備。その存在は徹底的に秘匿されている。「INTERNATIONAL RESCUE」の文字が機内の壁に大書されている。
隕石などの被害を防ぐ為、人工重力発生装置を元にした軌道変更装置も装備。
物資輸送やジョンとアランの交代にはサンダーバード3号が用いられ、3号の先端を差し込む形の専用ドッキングベイを備える。

## リメイク版スペック

### 2004年版
オリジナル版より円盤型に近く、チューブを3重に巻いたような姿をしている。劇中でフッドにミサイルで攻撃され、半壊する。
- タイプ - 宇宙ステーション
- 全長 - 270フィート
- 全幅 - 200フィート
- 重量 - 976t
- 受信範囲 - 1億マイル

### ARE GO版
宇宙ステーション。ステーション内に360°ホロスクリーンが設置され、常に災害や事故を監視し情報を伝達する。シーズン1の第7話からは「EOS（イーオス）」と名乗る人工知能がジョンのサポートを行う。大幅にデザインが変更され、太陽光パネル、リング状の重力装置を搭載。宇宙エレベーターにより、サンダーバード3号に頼らず地上との往来が可能。宇宙エレベーターの本体はリング状区画の下にドッキングしているカプセルで、使用時にはカーボンナノチューブ製のワイヤーで吊り下げられて地表との間を上下する。通常考えられている軌道エレベータのように衛星と地表を結ぶワイヤーに沿って移動するのではなく、上から吊られているだけなので、正確にトレーシー・アイランドに着地できるようカプセルの周囲にはバーニヤが設けられている。
- 用途 - 通信&物流拠点（COMMUNICATIONS AND LOGISTICS HUB）
- 標準軌道高度 - 54,000km
- 受信範囲 - 1億マイル
- 電源 - ソーラー/コールド フュージョンリアクター